# San Pablo Jocopilas
San Pablo Jocopilas é uma cidade da Guatemala do departamento de Suchitepéquez.